# Маркарян, Оганес Саркисович
Огане́с Сарки́сович Маркаря́н (13 [26] января 1901, Келеки, Эриванская губерния — 26 декабря 1963, Ереван) — заслуженный деятель искусств АрмССР (1961), член Академии строительства и архитектуры СССР.

## Биография
Окончил архитектурное отделение технического факультета Ереванского университета (1928). С 1932 г. член СА.С 1944 г. член КПСС. В 1938—1941 годах был главным архитектором проектного треста «Армгоспроект». 1944—1950 был начальником управления по делам архитектуры при Совмине АрмССР. Руководитель мастерской типового проектирования института «Армгоспроект» (1951—1958).
По его проекту в 1952 году было построено здание Ереванского коньячного завода (производство запущено в 1953).
В 1965—1960 годах проектировал ряд построек в Кировакане: горсовет, гостиница и жилые дома на пл. Кирова.

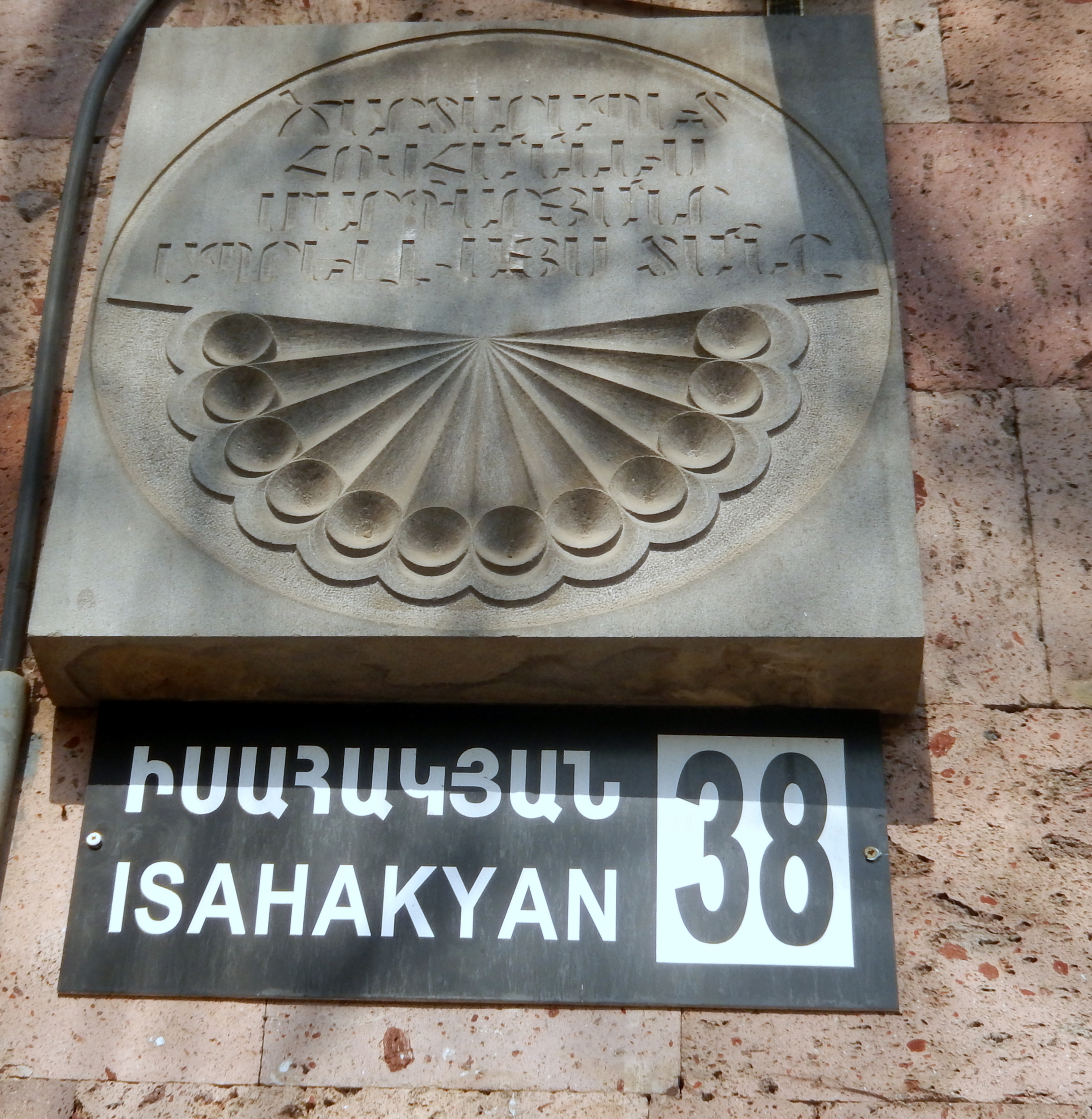
Мемориальная доска в Ереване

Кавалер ордена «Знак Почёта» (24.11.1945). Председатель правления Союза архитекторов АрмССР (1955‒63).Главный архитектор института «Ереванпроект» (1958—1963).

## Основные работы
Дом радио, дом печати, коньячный завод, станция канатной дороги, универмаг (все в Ереване).

## Галерея

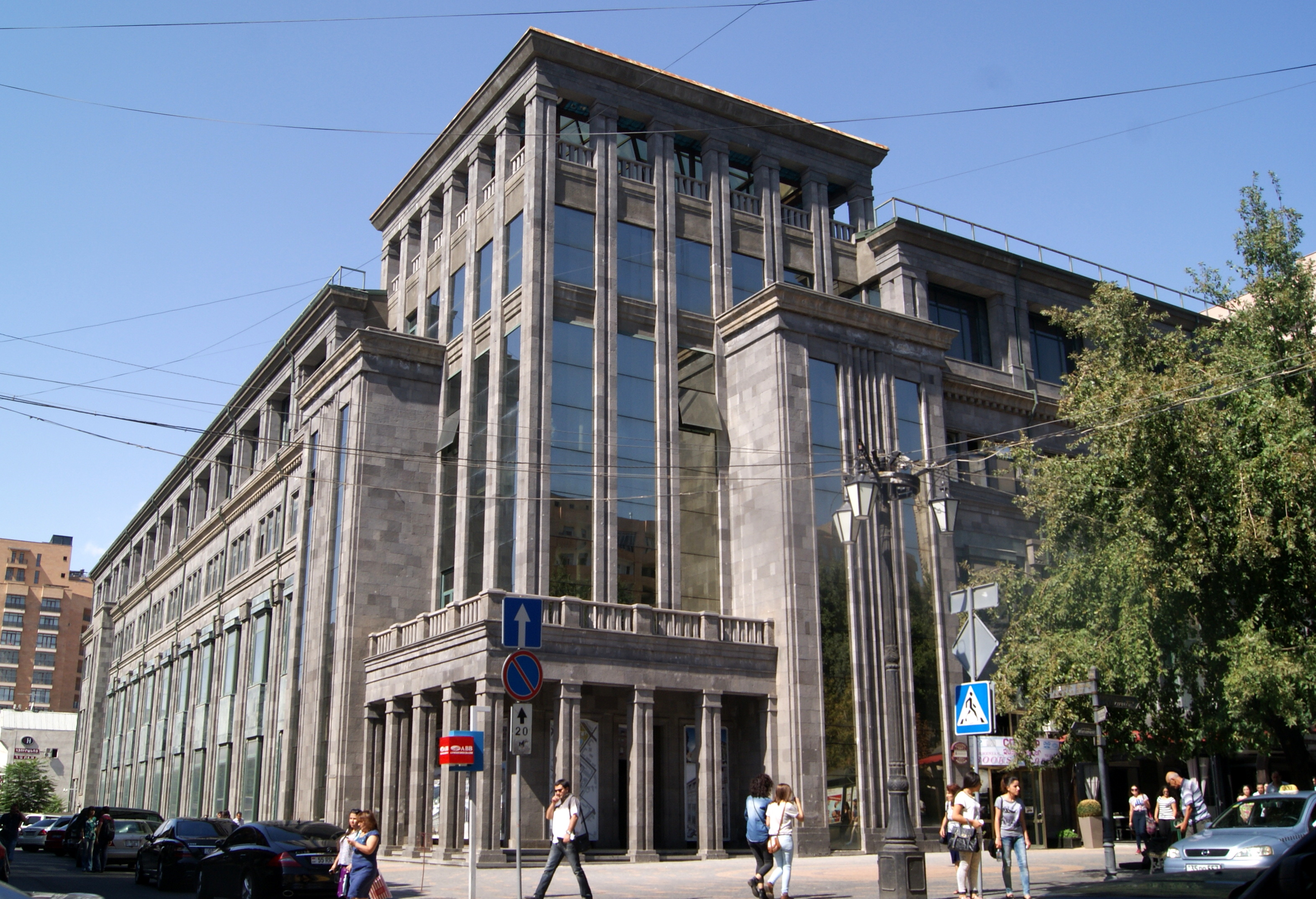
универмаг Детский мир, 1935–1937
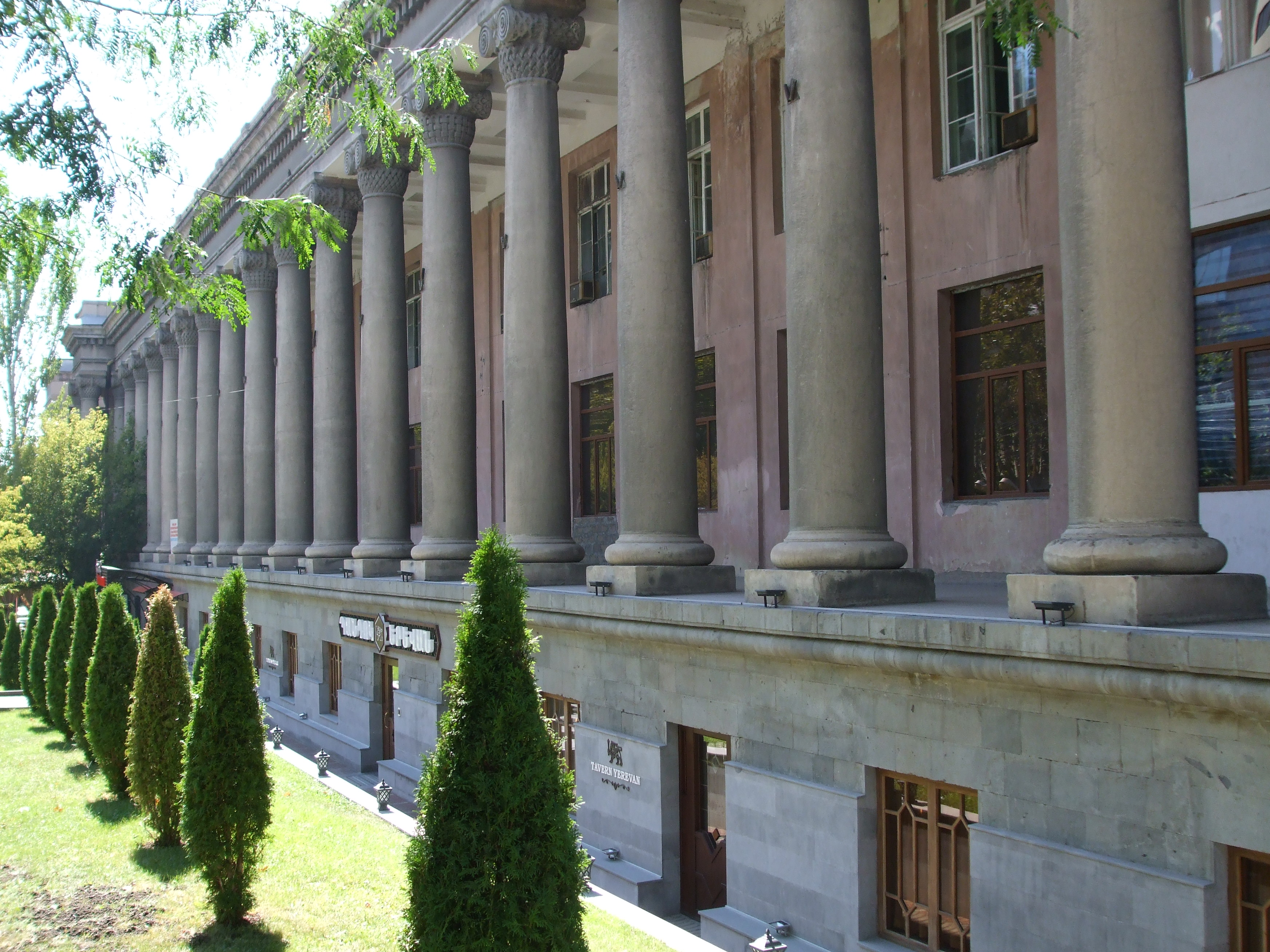
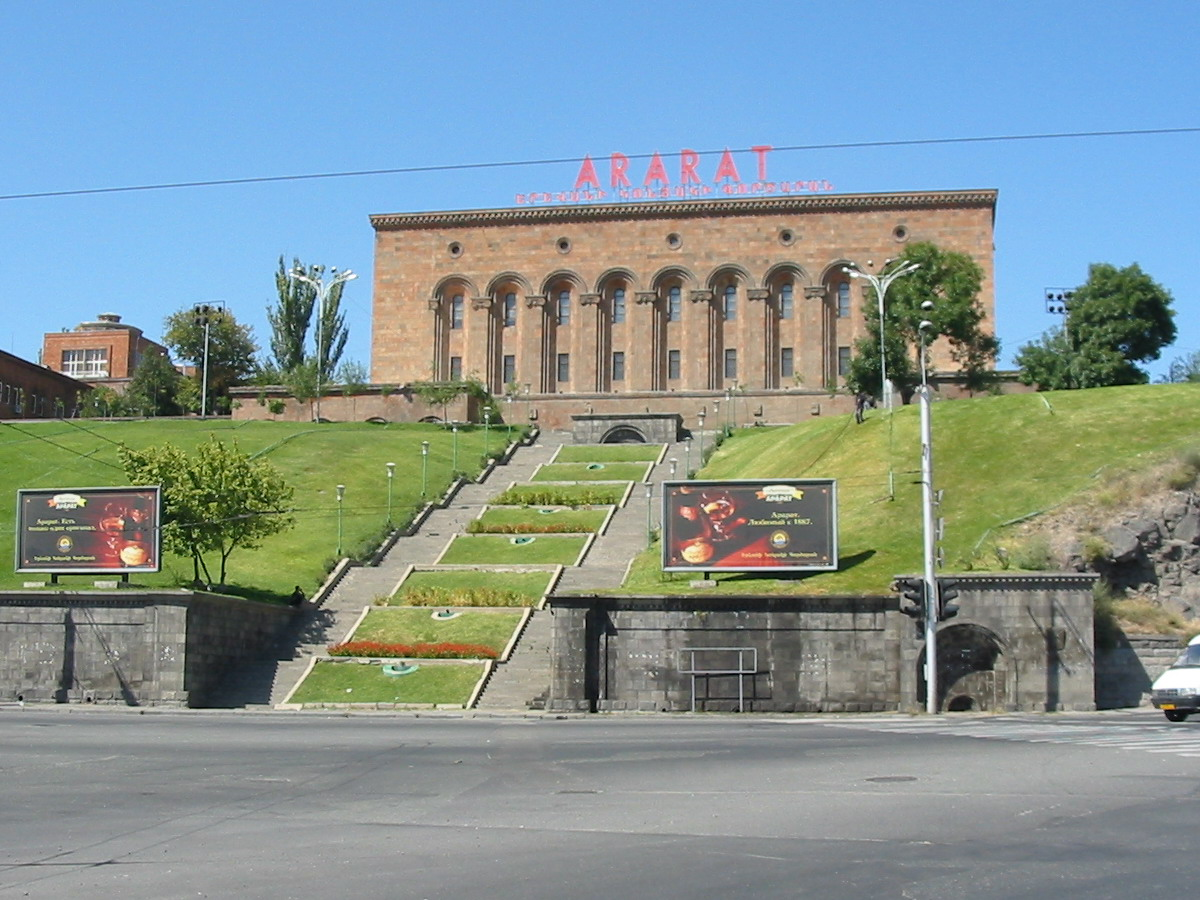
коньячный завод